# 脈動変光星
脈動変光星（みゃくどうへんこうせい、pulsating variable）は、膨張と収縮を繰り返すことにより、または星の形状が変化すること（非動径脈動）により明るさが変化する変光星のこと。変光星総合カタログ (GCVS) では、その変光周期及び規則性により以下のように分類している。

## 概要
脈動変光星は2015年時点の変光星総合カタログ (GCVS) に登録されている変光星の中では最も数が多く、同カタログに記載された約4万8000個の全ての種類の変光星のうち、約2万4000個を占めている。脈動変光星のサブグループで最も多いのはこと座RR型（約7500個）とミラ型変光星（約6800個）で、半規則型（約4700個）や不規則型（約2800個）がこれに続いている。
恒星の脈動は2つに大別できる。星全体が単純に収縮・膨張を繰り返すものは「動径脈動」と呼ばれる。恒星表面に波が立つような脈動、つまり恒星のある部分が膨らんでいる間に別の部分が窪むような種類の脈動は「非動径脈動」と呼ばれる。このうちどちらが変光の主因になっているかは型によって異なる。ケフェイド、ミラ型、半規則型は動径脈動で変光する脈動変光星の代表例だが、たて座δ型、ほうおう座SX型、くじら座ZZ型などには非動径脈動を起こしているものがある。

## はくちょう座α型変光星 (ACYG)
非動径脈動により明るさが変化するスペクトル型がB〜Aの明るい青色超巨星または白色超巨星で変光範囲は0.1等以下。
主なはくちょう座α型変光星
- デネブ（はくちょう座α星）: 1.21等星〜1.29等星の範囲を変光する[4][5]。
- オリオン座ε星 : 1.64等星〜1.74等星の範囲を変光する[4][6]。
- カシオペヤ座κ星 : 2.64690日の周期で4.12等星〜4.21等星の範囲を変光する[7]。

## ケフェウス座β型変光星 (BCEP)
スペクトル型がB型の巨星〜準巨星で変光範囲は0.1等以下。
主なケフェウス座β型変光星
- ケフェウス座β星 : 0.1904881日の周期で3.16等星〜3.27等星の範囲を変光する[8][9]。
- おおいぬ座β星 : 0.25003日の周期で1.93等星〜2.00等星の範囲を変光する[8][10]。
- さそり座σ星 : 0.246839日の周期で2.86等星〜2.94等星の範囲を変光する[8][11]。

## (BLBOO)
ケフェイドのうち変則的なものであり、RRABより明るい。うしかい座BL星など。

## ケフェイド変光星 (CEP)
HR図上でケフェイド不安定帯に属する脈動変光星。CEPはさらにケフェウス座δ型（DCEP）とII型ケフェイド（CW、おとめ座W型はII型ケフェイドの細分類の1つ）に分類される。ケフェイドとこと座RR型（後述）は標準光源に利用されている。
主なケフェイド変光星
- ケフェウス座δ星 : 5.366日の周期で3.48等星〜4.37等星の範囲を変光する[8]。DCEP型に属する[8]。
- いっかくじゅう座T星 : 27.025日の周期で5.58等星〜6.62等星の範囲を変光する[8][12]。DCEP型に属する[8][12]。
- こぎつね座SV星 : 45.012日の周期で6.72等星〜7.79等星の範囲を変光する[8]。DCEP型に属する[8]。

## たて座δ型変光星 (DSCT)
RRやSXPHEに似ているが、RRやSXPHEと異なり種族Iの若い星で、変光の全周期を通しスペクトル型がほぼ一定である。変光範囲は非常に僅かで（普通は0.1等以下）、周期は0.2日以下である。スペクトル型はA〜Fの巨星・準巨星・主系列星で、一部輝巨星もある。半径方向に膨張収縮する他の脈動変光星と異なり、非動径脈動と呼ばれる脈動が原因で変光する。
主なたて座δ型変光星
- たて座δ星 : 0.1937697日の周期で4.60等星〜4.79等星の範囲を変光する[8][13]。
- とも座ρ星 : 0.1408809日の周期で2.68等星〜2.87等星の範囲を変光する[14]。
- ケフェウス座DQ星 : 0.07886444日の周期で7.22等星〜7.32等星の範囲を変光する[8][15]。

## かじき座γ型変光星 (GDOR)
F型主系列星で、周期は1日の数十分の1から1日をわずかに超える。通常、変光範囲は0.1等級を超えない。プロトタイプはかじき座γ星

## 不規則型 (L)
全く不規則でゆっくりとした光度変化をする脈動変光星だが、変光範囲は殆どが2等以下で、平均すると0.5等に過ぎない。巨星のLB型と超巨星のLC型に細分類される。
主なLB型変光星
- アルデバラン（おうし座α星）: 0.75等星〜0.95等星の範囲を変光する[16]。
- ペガスス座β星 : 2.31等星〜2.74等星の範囲を変光する[17]。
- はくちょう座CO星 : 9.6等星〜10.6等星の範囲（写真等級）を変光する[18]。

主なLC型変光星
- アンタレス（さそり座α星）: 0.9等星〜1.2等星の範囲を変光する[19]。
- カシオペヤ座TZ星 : 8.86等星〜10.5等星の範囲を変光する[20][21]。
- おおいぬ座VY星 : 6.5等星〜9.6等星の範囲を変光する[22]。

## (LPB)
変光周期が比較的長く、1日を超えるB型星。

## ミラ型変光星 (M)
100〜1000日程度の変光周期で比較的規則的なものをミラ型変光星と呼ぶ。赤色巨星である。変光範囲が大きく周期も長いため、アマチュア天文家にとって適した観測対象となる。
主なミラ型変光星
- ミラ（くじら座ο星）: 331.96日の周期で2.0等星〜10.1等星の範囲を変光する[23][24]。
- うみへび座R星 : 380日の周期で3.5等星〜10.9等星の範囲を変光する[25]。
- うさぎ座R星 : 445日の周期で5.5等星〜11.7等星の範囲を変光する[26]。

## ぼうえんきょう座PV型変光星 (PVTEL)
スペクトル型がB型のヘリウム超巨星で変光範囲は極めて小さい。超巨星だがACYGよりは暗い星。2015年時点でのGCVSへの登録数は不確実なものも含めて15個で、脈動変光星の中では（ここで記載している分類の単位としては）最少である。
主なぼうえんきょう座PV型変光星
- ぼうえんきょう座PV星 : 9.24等星〜9.40等星の範囲を変光する[27]。

## (RPHS)
非常に速く脈動するB型の準矮星。典型的な周期は数百秒で、変光範囲は数百分の1等級。プロトタイプは、うみへび座V361星

## こと座RR型変光星 (RR)
DCEP型やCW型より周期が短いので短周期ケフェイドとも呼ばれていたが、現在では使用されていない。CEP型に似ているが、CEP型と異なり非常に短い変光周期を持ちそのほとんどが1日以下である。スペクトル型はA〜Fに限られており、CEP型同様周期-光度関係が成立する。種族IIの年老いた星である。増光が急で減光が緩やかなRRABと光度曲線の形が対称的なRRCに細分類される。
主なこと座RR型変光星
- こと座RR星 : 0.567日の周期で7.06等星〜8.12等星の範囲を変光する[8]。
- ペガスス座DH星 : 0.256日の周期で9.15等星〜9.80等星の範囲を変光する[8]。
- ろくぶんぎ座T星 : 0.325日の周期で9.81等星〜10.32等星の範囲を変光する[8]。

## おうし座RV型変光星 (RV)
変光範囲が2〜4等、周期（主極小から次の主極小まで）は30〜150日、スペクトル型はF型〜K型の黄色ないしオレンジ色の超巨星で、1周期の間に深い極小（主極小）と浅い極小（副極小）を交互に繰り返すというEB型の食変光星に似た光度変化を示す。EB型と異なるのはRV型が脈動変光星という点だけではなく、全く不規則にときどきこの極小の順番が入れ替わることがあるという点である。平均光度が変化しないRVA型と変化するRVB型に分けられる。
主なRVA型変光星
- ヘルクレス座AC星 : 75.29日の周期で6.85等星〜9.0等星の範囲を変光する[28]。
- たて座R星 : 146.5日の周期で4.2等星〜8.6等星の範囲を変光する[19][29]。
- こぎつね座V星 : 76.07日の周期で8.05等星〜9.75等星の範囲を変光する[30]。

主なRVB型変光星
- いっかくじゅう座U星 : 91.32日の周期で5.45等星〜7.67等星の範囲を変光する[31]。
- おうし座RV星 : 78.731日の周期で8.9等星〜11.1等星の範囲を変光する[32]。
- や座R星 : 70.77日の周期で8.0等星〜10.5等星の範囲を変光する[33]。

## 半規則型変光星 (SR)
ミラ型より周期性の悪いスペクトル型がF型からM・C・S型の巨星〜超巨星で、動径脈動により長周期の変光を示す星である。周期は20〜2000日、中にはそれ以上のものもある。光度曲線の形は様々。変光範囲は0.0数等〜数等だが、普通は1〜2等。
赤色巨星のものは規則性の高いSRA型と規則性の低いSRB型、変光範囲が0.3等以下で周期が短いSRS型に細分される。赤色超巨星のものはSRC型と呼ばれ、周期が長く、規則性は低い。また、スペクトル型がF、G、K型で黄色〜オレンジ色のやや高温の巨星・超巨星はSRD型と呼ばれ、周期が短く、規則性が高い。
| 分類 | スペクトル | 光度階級     |
| ---- | ---------- | ------------ |
| SRA  | M, S, C    | 巨星         |
| SRB  | M, S, C    | 巨星         |
| SRC  | M, S, C    | 超巨星       |
| SRD  | F, G, K    | 巨星・超巨星 |
| SRS  | K, M, S    | 巨星         |

主なSRA型変光星
- いっかくじゅう座X星 : 155.8日の周期で6.8等星〜10.2等星の範囲を変光する[19][34][35]。
- うしかい座V星 : 258.01日の周期で7.0等星〜12.0等星の範囲を変光する[36]。
- はくちょう座RS星 : 417.39日の周期で6.5等星〜9.5等星の範囲を変光する[37][38]。

主なSRB型変光星
- はくちょう座W星 : 131.7日の周期で5.10等星〜6.83等星の範囲を変光する[39]。
- はくちょう座AF星 : 92.5日の周期で6.4等星〜7.17等星の範囲を変光する[40]。
- おおぐま座Z星 : 195.5日の周期で6.2等星〜9.4等星の範囲を変光する[19][41][42]。

主なSRC型変光星
- ベテルギウス（オリオン座α星）: 2335日の周期で0.0等星〜1.3等星の範囲を変光する[19][43]。
- ヘルクレス座α星 : 2.7等星〜4.0等星の範囲を変光する[19][44]。
- ガーネット・スター（ケフェウス座μ星）: 730日の周期で3.4等星〜5.1等星の範囲を変光する[19][45]。

主なSRD型変光星
- ヘルクレス座UU星 : 45.66日の周期で8.65等星〜9.44等星の範囲を変光する[46]。
- アンドロメダ座WY星 : 109.65日の周期で8.65等星〜9.65等星の範囲を変光する[47][48]。
- カシオペヤ座ρ星 : 320日の周期で4.1等星〜6.2等星の範囲を変光する[19][49]。

主なSRS型変光星
- おひつじ座AU星 : 6.1236日の周期で8.44等星〜8.55等星の範囲を変光する[50]。
- きょしちょう座EG星 : 22.92日の周期で9.4等星〜9.8等星の範囲を変光する[51]。
- みずへび座CX星 : 17.90日の周期で9.9等星〜10.1等星の範囲を変光する[52]。

## ほうおう座SX型変光星 (SXPHE)
別名矮星ケフェイド。RRに似ているがRRより暗く小さな星で、スペクトル型がA〜Fの準矮星で種族IIの年老いた星。変光周期は0.25日以下と非常に短いので超短周期ケフェイドとも呼ばれる。
主なほうおう座SX型変光星
- ほうおう座SX星 : 0.054964438日の周期で6.76等星〜7.53等星の範囲を変光する[53]。
- みずがめ座CY星 : 0.06103835日の周期で10.42等星〜11.14等星の範囲を変光する[54]。

## くじら座ZZ型変光星 (ZZ)
脈動する白色矮星。非動径脈動により明るさを変える。
主なくじら座ZZ型変光星
- くじら座ZZ星 : 213秒の周期で14.13等星〜14.16等星の範囲を変光する[8]。
- やまねこ座VW星 : 260秒の周期で14.55等星〜14.70等星の範囲を変光する[8]。
- うお座ZZ星 : 820秒の周期で12.98等星〜13.21等星の範囲を変光する[8]。